# Maidan Shar
Maidan Shar (tiếng Pashtun: میدان ښار Maidān Shār/Maidān Khār; tiếng Ba Tư: میدان شهر), cũng là Maidan Shahr hay đơn giản Maidan Dân số của nó được ước tính là 35.008 trong năm 2003,  trong đó 85% là người Pashtun, và một số lượng nhỏ Hazara và Tajiks tạo thành phần còn lại.
Thành phố Maidan Shar có dân số 14.265 người. Nó có 4 quận và tổng diện tích đất là 3.347 ha. Tổng số nhà ở Maidan Shar là 1.585. 